# Io non ho paura (Fiorella Mannoia)
Io non ho paura è il singolo di Fiorella Mannoia che anticipa l'uscita dell'album Sud. Il singolo è stato composto da Cesare Chiodo, Antonio Iammarino e Bungaro ed è stato pubblicato da Oyà/Sony Music il 9 dicembre 2011.

## Tracce
Download digitale
1. Io non ho paura – 3:34 (Bungaro)

## Il video
Il 13 dicembre 2011, in anteprima su Repubblica.it, viene trasmesso il video musicale di Io non ho paura: si tratta di un video interamente girato su di un palco il cui colore predominante è il nero intervallato da tralicci e riflettori a luce bianca, unica protagonista Fiorella Mannoia vestita di nero. Viene reso disponibile per il download digitale a partire dal 14 dicembre.

## Successo commerciale
Il brano debutta al 94º posto in classifica, la settimana seguente risale la classifica fino al raggiungimento del 32º posto, durante la terza settimana occupa il 43º posto e poi esce dalla classifica.

## Classifiche
| Classifica (2012) | Posizione massima |
| ----------------- | ----------------- |
| Italia            | 32                |